# Фабриции
Фабрициите (на латински: Fabricii) са фамилия, произлизаща от Алетриум в Древен Рим. Членовете на този род са известни от началото на трети век пр. н. е. до края на републиката, но рядко са достигали важни позиции в римската държава.

## Произход
Изглежда, че Фабрициите са принадлежали първоначално на херницианския град Алетриум, където Фабрициите се срещат чак по времето на Цицерон. Първият Фабриций, който се появява в историята, е прочутият Гай Фабриций Лусцин, който се отличи във войната срещу цар Пир и който вероятно е първият от Фабрициите, който напуска родното си място и се установява в Рим. Знае се, че през 306 г. пр. н. е., малко преди войната с Пир, повечето от херницианските градове се бунтуват срещу Рим, но са покорени и принудени да приемат римското право без избирателно право. Но три града, Алетриум, Ферентино и Вероли, които останали верни на Рим, получават право да запазят предишната си конституция.
Гай Фабриций Лускин вероятно напуска Алетриум или по това време, или скоро след това и се установява в Рим, където, подобно на други заселници от изополитни градове, скоро се издига до високи почести. Освен този Фабриций, никой друг от членовете на семейството му не се е издигнал до някакво величие в Рим. Те са били или хора с по-нисък ранг или което е по-вероятно, тъй като са чужденци, те са работили в по-неблагоприятни условия. Ревността на прочутите римски плебейски и патрициански семейства им е пречила да запазят позицията, която техният баща е спечелил. 
Известни от тази фамилия:
- Гай Фабриций Лусцин, консул 282 и 278 пр.н.е.
- Луций Фабриций, curator viarum на улиците 62 пр.н.е., Мост Фабричо
- Фабриций Вейентон, управител на Сирия 51 – 50 пр.н.е.
- Квинт Фабриций, народен трибун 57, суфектконсул 36 пр.н.е.[4][5]
- Квинт Фабриций (консул 2 пр.н.е.), суфектконсул 2 пр.н.е.
- Авъл Дидий Гал Фабриций Вейентон, суфектконсул 74 г., 80 и 83 г.

Други:
- Мост Фабричо (итал. Ponte Fabricio, Ponte dei Quattro Capi; лат. Pons Fabricius), мост в Рим, построен от Луций Фабриций 62 пр.н.е.
- Фабрициус (кратер), кратер на луната
- Давид Фабрициус, фризийски свещеник и любител астроном (1564-1617)